# Суслов, Александр Иванович
Александр Иванович Суслов (25 июня 1950, Орель-Чля, Николаевский район, Хабаровский край, РСФСР — 11 мая 2015, Москва, Российская Федерация) — советский лыжник и биатлонист, российский тренер по биатлону, заслуженный тренер России.

## Биография
В качестве спортсмена выступал в лыжных гонках за спортивные общества «Енбек» (Казахстан; 1965—1974) и «Труд» (Тольятти; 1975—1980). Серебряный (1977) и бронзовый (1976, 1980) призёр чемпионатов СССР по лыжным гонкам в эстафете в составе сборной общества «Труд». Являлся членом соборной команды Советского Союза по лыжным гонкам. В биатлоне стал чемпионом СССР 1978 года в гонке патрулей в составе сборной общества «Труд».
С 1987 года — на тренерской работе. Работая в 43-й школе, стал одним из первых наставников двукратной олимпийской чемпионки Ольги Зайцевой. В конце 1990-х годов вместе с Валентином Задонским работал с экспериментальной группой, с которой начинала свой путь в биатлон Светлана Ишмуратова. Затем участвовал в подготовке юниорских и молодежных команд. Среди его учеников также чемпион мира среди юниоров (1996—1997) Андрей Ермолов.
Последние годы работал в Центре подготовки сборных команд России по биатлону. Являлся тренером АУ ДО «РЦ-СДЮСШОР по зимним видам спорта Республики Мордовия» и ГКУ «ЦСТиСК» Госкомспорта.

## Награды и звания
- Заслуженный тренер России.